# Badharghat
Badharghat – miasto w Indiach, w stanie Tripura. Według danych szacunkowych na rok 2008 liczy 57 684 mieszkańców. Ośrodek przemysłowy.